# Дайер (округ)
Округ Дайер (англ. Dyer County) располагается в штате Теннесси, США. Официально образован в 1823 году. По состоянию на 2010 год, численность населения составляла 38 335 человека.

## География
По данным Бюро переписи США, общая площадь округа равняется 1362,341 км2, из которых 1320,901 км2 — суша, и 41,440 км2, или 3,040 % — это водоёмы.

## Население
По данным переписи населения 2000 года в округе проживает 37 279 жителей в составе 14 751 домашних хозяйств и 10 458 семей. Плотность населения составляет 28,00 человек на км2. На территории округа насчитывается 16 123 жилых строений, при плотности застройки около 12,00-ти строений на км2. Расовый состав населения: белые — 85,40 %, афроамериканцы — 12,86 %, коренные американцы (индейцы) — 0,22 %, азиаты — 0,33 %, гавайцы — 0,02 %, представители других рас — 0,43 %, представители двух или более рас — 0,73 %. Испаноязычные составляли 1,16 % населения независимо от расы.
В составе 32,90 % из общего числа домашних хозяйств проживают дети в возрасте до 18 лет, 53,20 % домашних хозяйств представляют собой супружеские пары, проживающие вместе, 13,60 % домашних хозяйств представляют собой одиноких женщин без супруга, 29,10 % домашних хозяйств не имеют отношения к семьям, 25,30 % домашних хозяйств состоят из одного человека, 10,70 % домашних хозяйств состоят из престарелых (65 лет и старше), проживающих в одиночестве. Средний размер домашнего хозяйства составляет 2,49 человека, и средний размер семьи — 2,97 человека.
Возрастной состав округа: 25,70 % — моложе 18 лет, 8,70 % — от 18 до 24, 28,60 % — от 25 до 44, 23,50 % — от 45 до 64, и 23,50 % — от 65 и старше. Средний возраст жителя округа — 36 лет. На каждые 100 женщин приходится 92,00 мужчин. На каждые 100 женщин старше 18 лет приходится 88,80 мужчин.
Средний доход на домохозяйство в округе составлял 32 788 USD, на семью — 39 848 USD. Среднестатистический заработок мужчины был 31 182 USD против 21 605 USD для женщины. Доход на душу населения составлял 16 451 USD. Около 13,00 % семей и 15,90 % общего населения находились ниже черты бедности, в том числе — 21,00 % молодежи (тех, кому ещё не исполнилось 18 лет) и 17,60 % тех, кому было уже больше 65 лет.